# Jaroslav Hejl
Jaroslav Hejl (* 4. ledna 1960) je český projektant – statik a politik, od roku 2002 zastupitel města Veselí nad Lužnicí na Táborsku (od roku 2010 také radní města), člen KDU-ČSL.

## Život
Pochází z malé vesnice Květov na Písecku. Vystudoval Fakultu stavební Českého vysokého učení technického v Praze (získal titul Ing.). Je autorizovaným inženýrem pro statiku a dynamiku staveb a pro pozemní stavby. Pracuje jako vedoucí technického oddělení společnosi MABA Prefa Veselí nad Lužnicí. Příležitostně spolupracuje s Katedrou betonových konstrukcí Fakulty stavební ČVUT v Praze
Jaroslav Hejl je ženatý a má dva syny. Přes 20 let žije ve Veselí nad Lužnicí na Táborsku. Mezi jeho záliby patří turistika, kutilství, šachy a filatelistika.

## Politické působení
Od roku 2002 je členem KDU-ČSL. Za stranu kandidoval v komunálních volbách v roce 2002 do Zastupitelstva města Veselí nad Lužnicí na Táborsku. Zvolen nebyl, ale záhy odstoupili postupně tři členové zastupitelstva za jeho stranu, a tak se v listopadu 2002 stal zastupitelem města. Ve volbách v roce 2006 svůj mandát obhájil, stejně jako v roce 2010. V listopadu 2010 byl zvolen radním města. Zastupitelem města byl zvolen i ve volbách v roce 2014, kdy kandidátku KDU-ČSL vedl. V listopadu 2014 byl navíc opět zvolen radním města.
V krajských volbách v roce 2004 kandidoval za KDU-ČSL do Zastupitelstva Jihočeského kraje, ale neuspěl. Zvolen nebyl ani ve volbách v roce 2012.
Ve volbách do Poslanecké sněmovny PČR v roce 2010 kandidoval za KDU-ČSL v Jihočeském kraji, ale neuspěl. Zvolen nebyl ani ve volbách v roce 2013.
Ve volbách do Senátu PČR v roce 2010 kandidoval za KDU-ČSL v obvodu č. 13 – Tábor. Získal 3,95 % hlasů a skončil na 6. místě.